# Susanne Reichrath
Susanne Reichrath (* 19. Juni 1961 in Saarbrücken) ist eine deutsche Politikerin. Sie ist seit 2012 die Beauftragte der Ministerpräsidentin für Wissenschaft, Hochschulen und Technologie im Saarland. Zuvor war sie von 2004 bis 2012 Staatssekretärin im Saarländischen Ministerium für Bildung, Familie, Frauen und Kultur.

## Biographie
Nach dem Abitur 1980 am Marie-Luise-Kaschnitz Gymnasium in Völklingen studierte Susanne Reichrath von  1980 bis 1985 Agrarwissenschaften an der Christian-Albrechts-Universität Kiel (CAU). Anschließend war sie bis 1990 als wissenschaftliche Mitarbeiterin am Institut für Agrarpolitik und Marktlehre der CAU beschäftigt. Ebenfalls im Jahr 1990 erfolgte die Promotion.
Im gleichen Jahr nahm Reichrath eine Tätigkeit in der Geschäftsstelle des Wissenschaftsrates auf. Sie arbeitete dort in verschiedenen Funktionen, zuletzt als Leiterin des Bereichs Medizin. Parallel dazu war Reichrath in verschiedenen Bereichen als Sachverständige tätig.
Im Jahr 2000 wechselte Reichrath in die Saarländische Verwaltung und wurde Abteilungsleiterin für Wissenschaft und Forschung im Ministerium für Bildung, Kultur und Wissenschaft.

## Staatssekretärin
Nach der Landtagswahl im Saarland 2004 und der Bildung des Kabinetts Müller II wurde Reichrath im Oktober 2004 Staatssekretärin im Ministerium für Bildung, Kultur und Wissenschaft (seit einer Veränderung des Ressortzuschnitts im September 2007 Ministerium für Bildung, Familie, Frauen und Kultur). Sie trat damit die Nachfolge von Hansgünter Lang an.
In dieser Funktion war sie Koordinatorin für kulturelle Angelegenheiten. Nachdem dieses Amt durch den Bildungs- und Kulturminister 2012 abgeschafft wurde, wechselte Reichrath in die Staatskanzlei, wo sie zur Beauftragten der Ministerpräsidentin für Wissenschaft, Hochschulen und Technologie ernannt wurde. Dort wurde sie im Amt einer Ministerialdirigentin tätig.